# Паутинник триумфальный
Паути́нник триумфа́льный, или жёлтый (лат. Cortinarius triumphans) — вид грибов, входящий в род Паутинник (Cortinarius) семейства Паутинниковые (Cortinariaceae).

## Описание
Пластинчатый шляпконожечный гриб с паутинистым покрывалом. Шляпка взрослых грибов достигает 5—12 см в диаметре, у молодых грибов полушаровидная, затем раскрывается до выпуклой и плоской, слизистая, при подсыхании волокнистая. Окраска ярко- или охристо-жёлтая до рыже-бурой, по краю более бледная. Пластинки гименофора приросшие выемкой к ножке, частые, у молодых плодовых тел голубовато-кремовые, с возрастом становятся коричневыми, с более светлым краем.
Мякоть кремового цвета, без особых вкуса и запаха, при контакте с раствором щёлочи окрашивается в жёлтый.
Ножка достигает 5—15 см в длину и 1—2,5 см в толщину, цилиндрическая или расширяющаяся книзу, желтоватого цвета, с заметными чешуевидными поясками.
Споровый отпечаток ржаво-коричневого цвета. Споры 10,5—12,5×6—7 мкм, миндалевидной формы, с бородавчатой поверхностью.
Съедобный гриб, один из самых известных и часто собираемых представителей рода.

### Сходные виды
- Cortinarius saginus (Fr.) Fr., 1838 — Паутинник массивный — произрастает под хвойными деревьями.

## Экология и ареал
Широко распространён по всей Евразии. Произрастает обычно довольно большими группами, в широколиственных и смешанных лесах, образует микоризу с берёзой повислой.
На территории России отмечен в Европейской части, в Восточной Сибири и на Дальнем Востоке.

## Синонимы
- Cortinarius crocolitus Quél., 1879
- Phlegmacium crocolitum (Quél.) Ricken, 1915
- Phlegmacium triumphans (Fr.) A.Blytt, 1905